# 袁守芳
袁守芳（1939年—），生于辽宁省葫芦岛市，吉林省吉林市人。中国人民解放军上将。

## 生平
早年参加中国人民解放军。1965年1月，任133师政治部宣传科干事；1965年9月，任46军政治部宣传处干事；1975年2月，任46军138师政治部宣传科科长；1975年6月，任138师414团副政治委员、政治委员；1978年9月，任138师炮兵团政治委员。1981年1月，任136师政治部主任。1981年10月，任46军政治部副主任。1983年5月，任46军政治部主任；1985年8月，任济南军区政治部副主任。1994年10月，任济南军区政治部主任；1996年晋升中将军衔。1996年1月，任总政治部主任助理；1996年11月至2004年6月，任总政治部副主任。2000年晋升上将军衔。
中共第十五屆、十六屆中央候補委員。